# Pselliophora flavifemur
Pselliophora flavifemur är en tvåvingeart som beskrevs av Günther Enderlein 1921. Pselliophora flavifemur ingår i släktet Pselliophora och familjen storharkrankar. Inga underarter finns listade i Catalogue of Life.